# Junior a Marcel
Junior a Marcel je duo slovenských moderátorů.
Na slovenské soukromé rozhlasové stanici Fun radio působí dvojice moderátorů známá jako Junior a Marcel. Plnými jmény se jmenují Milan Zimnýkoval a Marcel Forgáč. Jejich obvyklou rubrikou je v pracovní dny Ranní show s Juniorem a Marcelem (v slovenském oznění Ranná šou s Juniorom a Marcelom.) Zde uvádějí rovněž populární pořad Hity Zdena z Popradu.
Bývají také zváni do zábavných pořadů, například na slovenské televizní stanici JOJ.